# (32539) 2001 PD59
2001 PD59 (asteroide 32539) é um asteroide da cintura principal. Possui uma excentricidade de 0.21512210 e uma inclinação de 14.25534º.
Este asteroide foi descoberto no dia 14 de agosto de 2001 por NEAT em Haleakala.